# Jenny De Smet
Pour les articles homonymes, voir De Smet.
Jenny De Smet, née le 3 juillet 1958 à Hamme est une ancienne coureuse cycliste belge.

## Palmarès
- 1979
  - 2e du championnat du monde de cyclisme sur route
- 1980
  - 2e de Lenterace
- 1981
  - 2e de Lenterace
- 1982
  -  Championne de Belgique de cyclisme sur route
- 1984
  - 2e du championnat de Belgique de cyclisme sur route
- 1987
  - 3e étape de Paris-Bourges